# Station Pondrôme
Station Pondrôme is een voormalig spoorwegstation langs spoorlijn 166 (Dinant-Bertrix) in Pondrôme, een deelgemeente van de stad Beauraing.

## Aantal instappende reizigers
De grafiek en tabel geven het gemiddeld aantal instappende reizigers weer op een week-, zater- en zondag.
| Tabel: aantal instappende reizigers station Pondrôme | Tabel: aantal instappende reizigers station Pondrôme | Tabel: aantal instappende reizigers station Pondrôme | Tabel: aantal instappende reizigers station Pondrôme |
|                                                      | Weekdag                                              | Zaterdag                                             | Zondag                                               |
| ---------------------------------------------------- | ---------------------------------------------------- | ---------------------------------------------------- | ---------------------------------------------------- |
| 1977                                                 | 88                                                   | 32                                                   | 20                                                   |
| 1978                                                 | 73                                                   | 17                                                   | 21                                                   |
| 1979                                                 | 73                                                   | 42                                                   | 36                                                   |
| 1980                                                 | 68                                                   | 12                                                   | 40                                                   |
| 1981                                                 | 79                                                   | 14                                                   | 26                                                   |
| 1982                                                 | 52                                                   | 8                                                    | 25                                                   |
| 1983                                                 | 62                                                   | 24                                                   | 29                                                   |

2,2: Anseremme ·
4,7: Walzin ·
7,2: Gendron-Celles ·
10,4: Château d'Ardenne ·
12,2: Houyet ·
17,5: Wiesme ·
22,2: Beauraing ·
25,0: Martouzin ·
27,2: Pondrôme ·
31,3: Thanville ·
35,3: Vonêche ·
37,0: Gedinne ·
45,4: Louette-Saint-Denis ·
49,3: Bièvre ·
51,6: Graide ·
55,2: Carlsbourg ·
56,3: Merny ·
58,2: Paliseul ·
60,3: Nollevaux ·
61,5: Offagne ·
65,2: Glaumont ·
68,3: Burhaimont ·
70,2: Bertrix